# Концерт для фортепіано з оркестром № 16 (Моцарт)
Концерт для фортепіано з оркестром № 16 ре мажор (KV 451) Вольфганга Амадея Моцарта написаний 1784 року у Відні.
Складається з трьох частин:
1. Allegro assai
2. Andante in G major
3. Allegro di molto